# Нова Нюз
 Тази статия е за телевизионния канал.  За радиостанцията вижте Радио Нова Нюз.  
Нова Нюз е български новинарски телевизионен канал, собственост на Нова Броудкастинг Груп.
Стартирането на канала е обявено на 3 декември 2020 г., когато Нова Броудкастинг Груп заявява, че от 4 януари 2021 г. Канал 3 ще носи името Нова Нюз.
Нова Нюз е новинарски канал, който е с различна програма от тази на Канал 3, но запазва някои от емблематичните предавания на телевизията, сред които „Денят на живо“ и „Офанзива“, както и директните излъчвания на значими за обществото икономически, политически, социални и културни събития. Медията излъчва новини на всеки кръгъл час, живи включвания и актуални предавания. Част от програмата на Нова Нюз са и публицистичните предавания на Нова телевизия, които допълват съдържанието на канала.
Телевизията запазва екипа на Канал 3 и използва опита на новинарския екип и ресурса на Нова ТВ, като по този начин развива вече съществуващото съдържание на канала. Водещи на емисиите новини са Даниела Пехливанова, Десислава Пейчева, Мина Пенкова, Юлия Манолова и Асен Манасиев.

## Предавания
- Новините на NOVA
- Новините на NOVA NEWS
- Твоят ден
- Пресечна точка
- Денят на живо
- Офанзива
- Ревизия
- Социална мрежа
- Ничия земя
- Другото лице
- Пулс
- Здравей, България
- Събуди се
- На фокус с Лора Крумова
- Челюсти